# Frombork

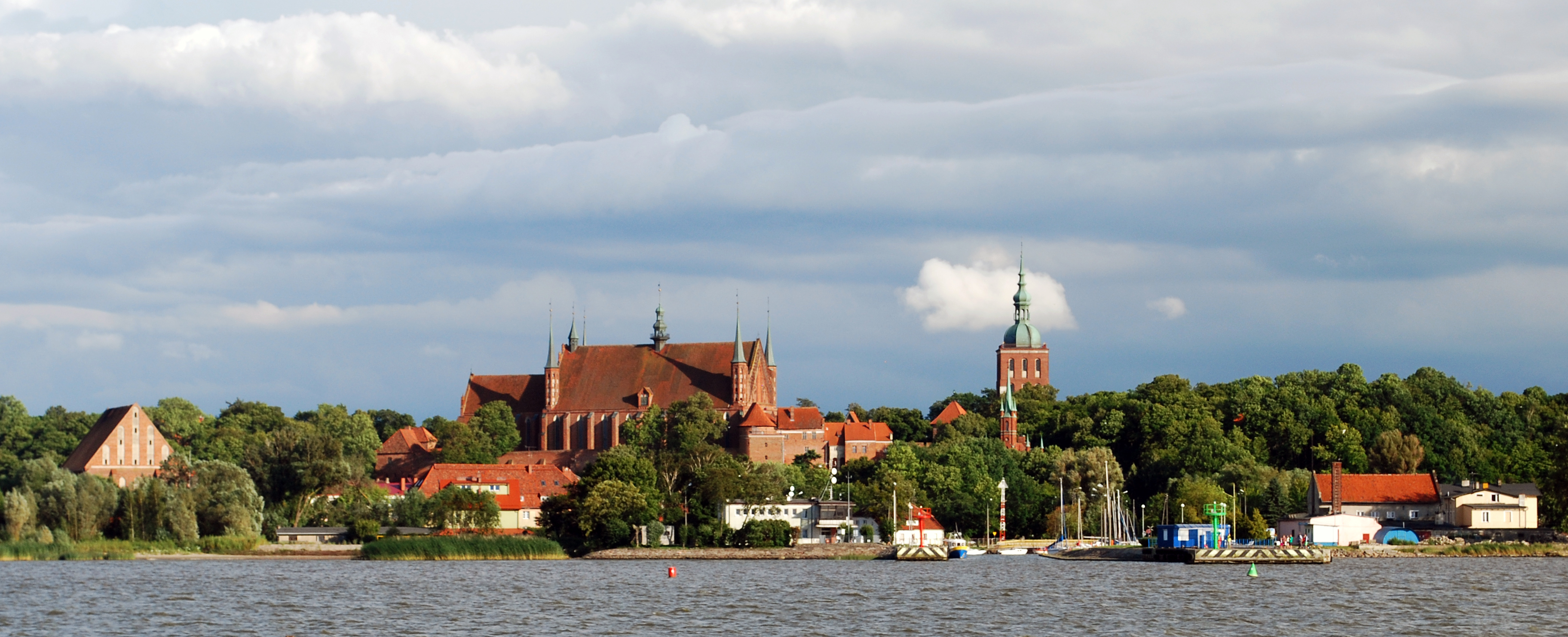
Stadtansicht vom Haff aus

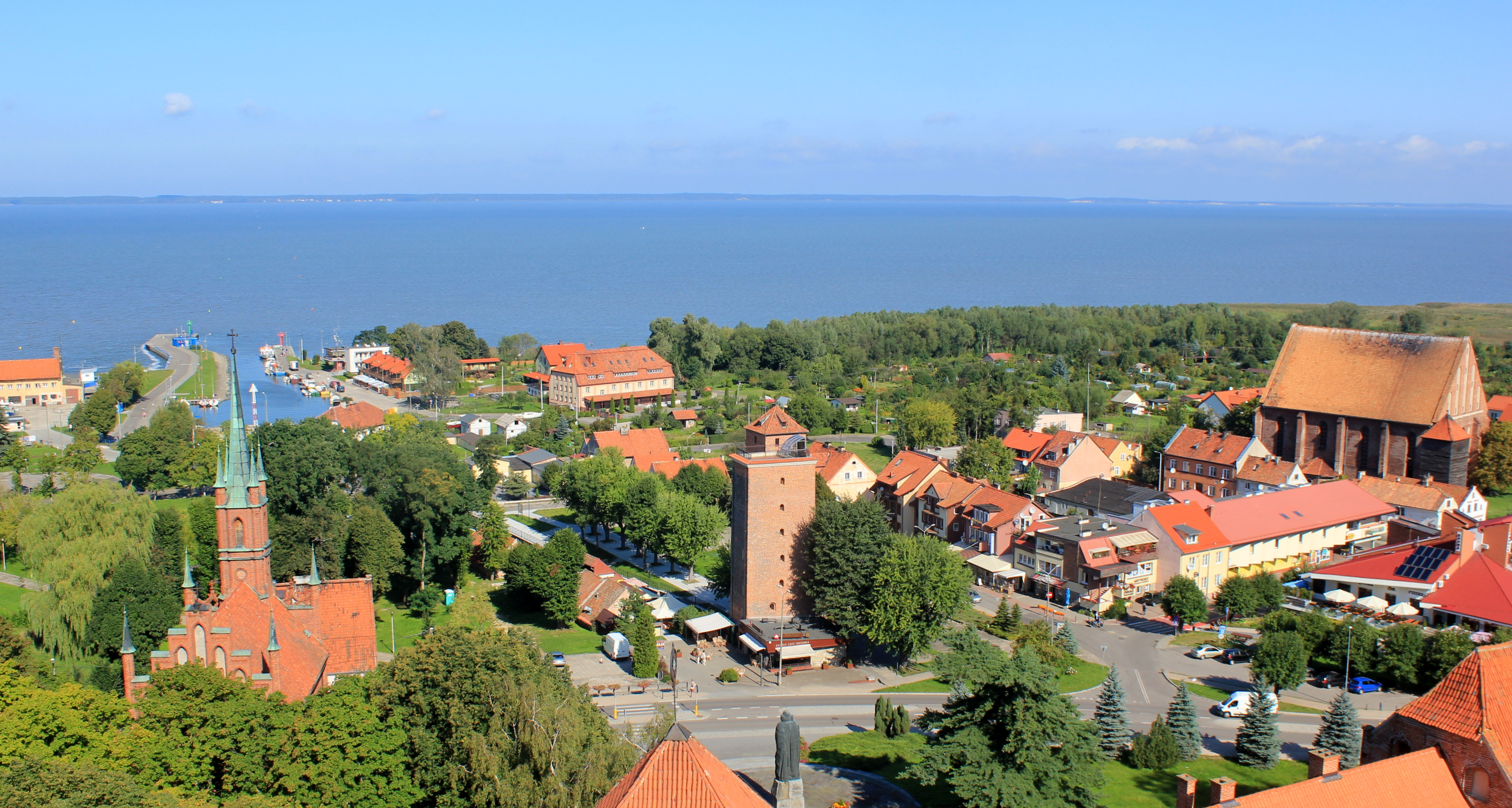
Blick auf Stadt und Haff vom Kathedralhügel aus

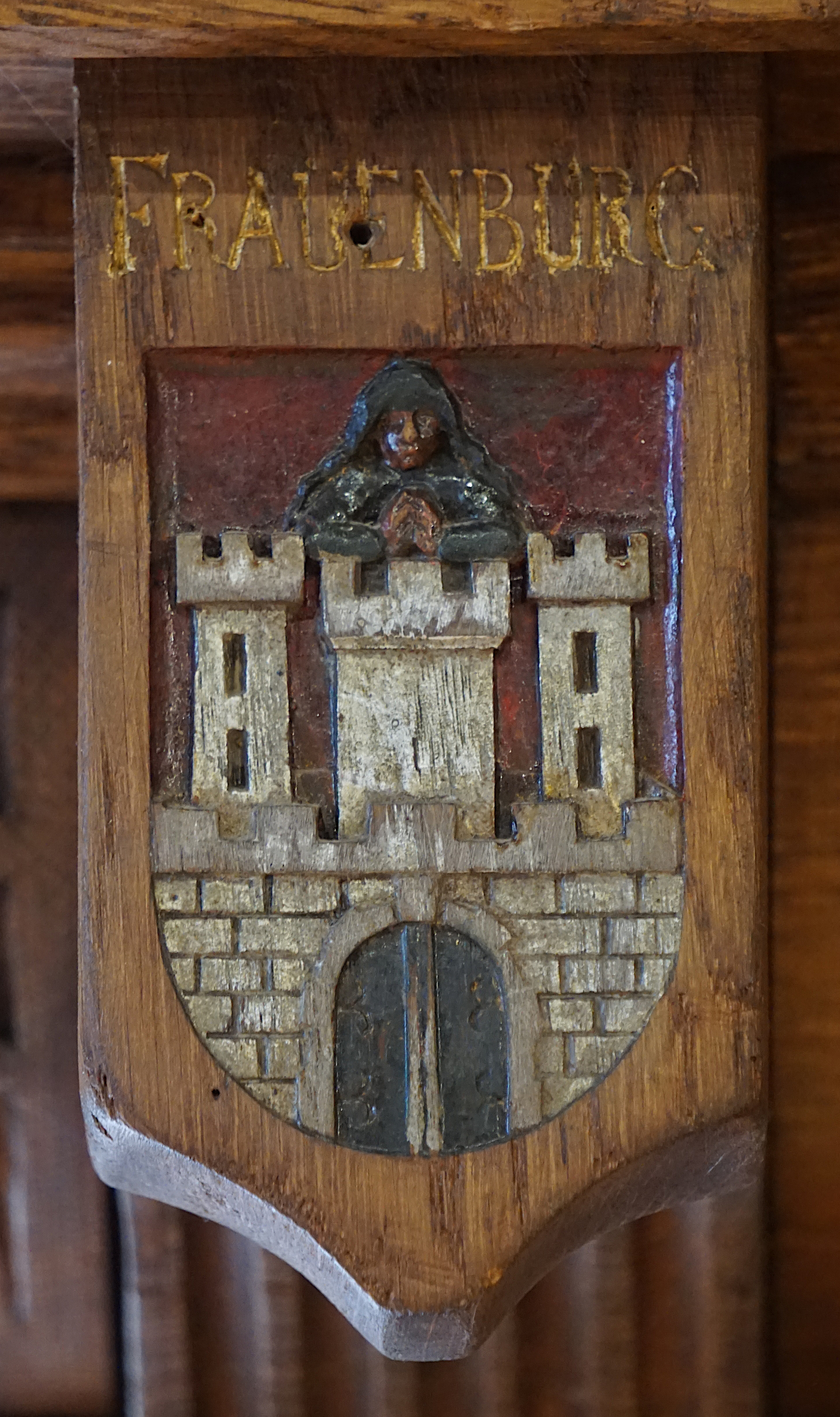
Wappen von Frauenburg im Plenarsaal des altstädtischen Rathauses in Danzig

Frombork [ˈfrɔmbɔrk], deutsch: Frauenburg, ist eine Stadt im Powiat Braniewski der Woiwodschaft Ermland-Masuren in Polen. Sie hat etwa 2330 Einwohner und ist Sitz der gleichnamigen Stadt- und Landgemeinde mit 3515 Einwohnern (Stand 31. Dezember 2020).
Die Ersterwähnung des Ortes stammt aus dem 13. Jahrhundert. Die Stadt ist aufgrund des architektonisch interessanten Domes sowie des Wirkens des Astronomen Nikolaus Kopernikus, dessen Grabmal sich im Dom befindet, international bekannt.

## Geographische Lage
Die Stadt liegt im historischen Ermland am Ostufer des Frischen Haffs. Die Stadt besitzt einen kleinen Hafen, von dem aus Ausflugsschiffe nach Krynica Morska (Kahlberg) auf der Frischen Nehrung fahren. Die Woiwodschaftsstraße DW504 (ehemals Reichsstraße 1) führt durch Frombork.

## Geschichte

### Mittelalter
Ob die Ortschaft, die 1287 angelegt wurde, an der Stelle einer alten Prußensiedlung nahe dem Frischen Haff gegründet wurde, ist nicht geklärt. Der Ort wurde zum ersten Mal als Sitz des ermländischen Domkapitels 1282 erwähnt, nachdem der erste Sitz in Braunsberg im großen Prußenaufstand der 1270er Jahre vollständig vernichtet worden war. Nach einem Anniversarienbuch der Frauenburger Domherren vom Jahr 1393 wurde das Jahresgedächtnis eines frater Heinricus de Castro alias Pasloci (altpreußisch passis lukis = „Quartier des Anführers“, also aus Preußisch Holland, polnisch Pasłęk) und einer Gertrud Paslocisse gefeiert, beide als einzige Laien unter den verzeichneten Namen. „Die Sage von einer preußischen Frau, die in Sonnenberg gewohnt und die Frauenburg dem Kapitel zur Errichtung einer Kathedrale geschenkt haben soll, deutet vielmehr auf eine heidnische Kultstätte.“
Die Quellen erwähnen das Castrum Dominae Nostrae, zu deutsch: Burg Unserer Lieben Frau. Davon leiten sich der Ortsname Frauenburg und seine polonisierte Version Frombork ab. Einer legendarischen Überlieferung zufolge soll eine hochgestellte Frau aus dem Geschlecht der Nartzen namens Supna ihren Besitz Heinrich Fleming, von 1278 bis 1300 Bischof von Ermland, geschenkt haben, der die auf sein Geheiß erbaute Burg nach ihr benannt haben soll. In mehreren lateinischen Texten wurde die Stadt Warmia genannt, womit der Name des die Kathedrale beherbergenden prußischen Gaues auf den Ort übertragen wurde.
An der Burg des Domkapitels entstand eine Siedlung, die im Jahre 1310 Handfeste nach Lübischem Stadtrecht vom Bischof Eberhard von Neisse verliehen bekam. Angesichts der Konkurrenz der nur 10 Kilometer entfernten mächtigen Hansestadt Braunsberg blieb die Stadt über Jahrhunderte bedeutungslos und kam nicht aus dem Schatten der ermländischen Domburg heraus.

### Frühe Neuzeit

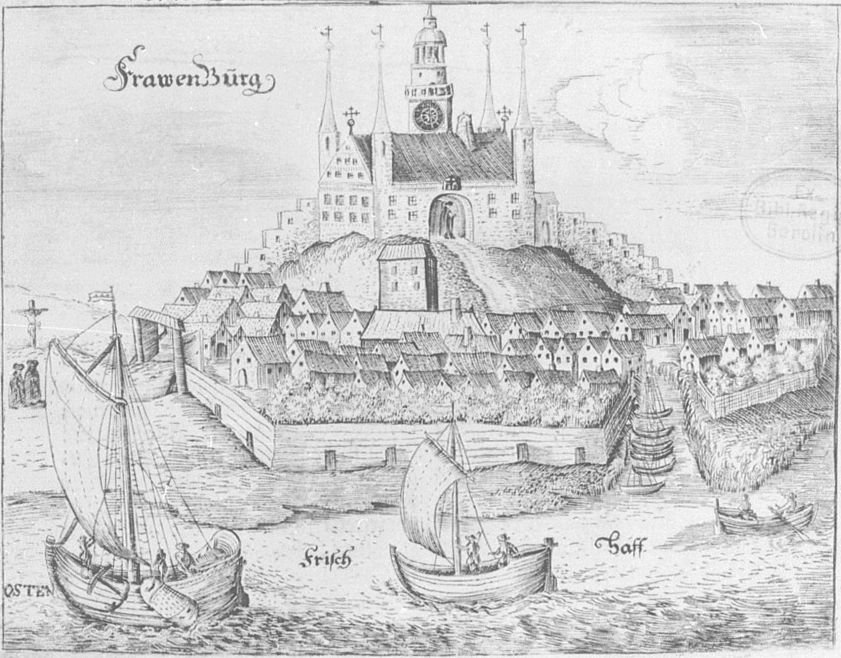
Frauenburg, Altes und neues Preußen, Christoph Hartknoch, 1684

Mit dem Zweiten Frieden von Thorn kam Frauenburg wie das gesamte Fürstbistum Ermland 1466 unter die Schutzherrschaft der polnischen Krone. Im Reiterkrieg, den Albrecht von Brandenburg-Hohenzollern noch als letzter Hochmeister des Deutschen Ordens gegen Polen führte, eroberten und verwüsteten seine Truppen 1520 die Stadt. Nikolaus Kopernikus, der zu der Zeit Domherr in Frauenburg war, zog deswegen zeitweise nach Allenstein um. Er machte sich um die Verteidigung und später um den Wiederaufbau des Ermlands verdient.
Die Stadt erlitt auch in den folgenden Jahrhunderten Zerstörungen und schwere Bevölkerungsverluste. Von 1626 bis 1632 wurde sie vom schwedischen König Gustav II. Adolf besetzt, der die Kathedrale plünderte und unter anderem Kopernikus’ Manuskripte nach Schweden bringen ließ. Zu weiteren Zerstörungen kam es im Zweiten Nordischen Krieg, im Großen Nordischen Krieg und im Vierten Koalitionskrieg.
1675 ließ das Domkapitel einen Hafen anlegen. Um der Versandung vorzubeugen, wurde die Hafenzufahrt später beidseitig durch eine Mole abgeschirmt.

### 19. Jahrhundert
1828 wurde in der katholischen Bischofsstadt ein evangelischer Betsaal eingerichtet. Die kleine lutherische Gemeinde wuchs; der Betsaal wurde durch eine Kirche ersetzt. Ebenso wuchsen die Einwohnerzahl der Stadt, die Zahl der gewerblichen Betriebe und das Angebot öffentlicher Einrichtungen. Am Ende des 19. Jahrhunderts gab es in Frauenburg unter anderem ein Krankenhaus, ein Stadtarchiv, ein Gaswerk, eine Molkerei und ein Sägewerk. 1899 erhielt Frauenburg durch die Haffuferbahn Anschluss an das Eisenbahnnetz.

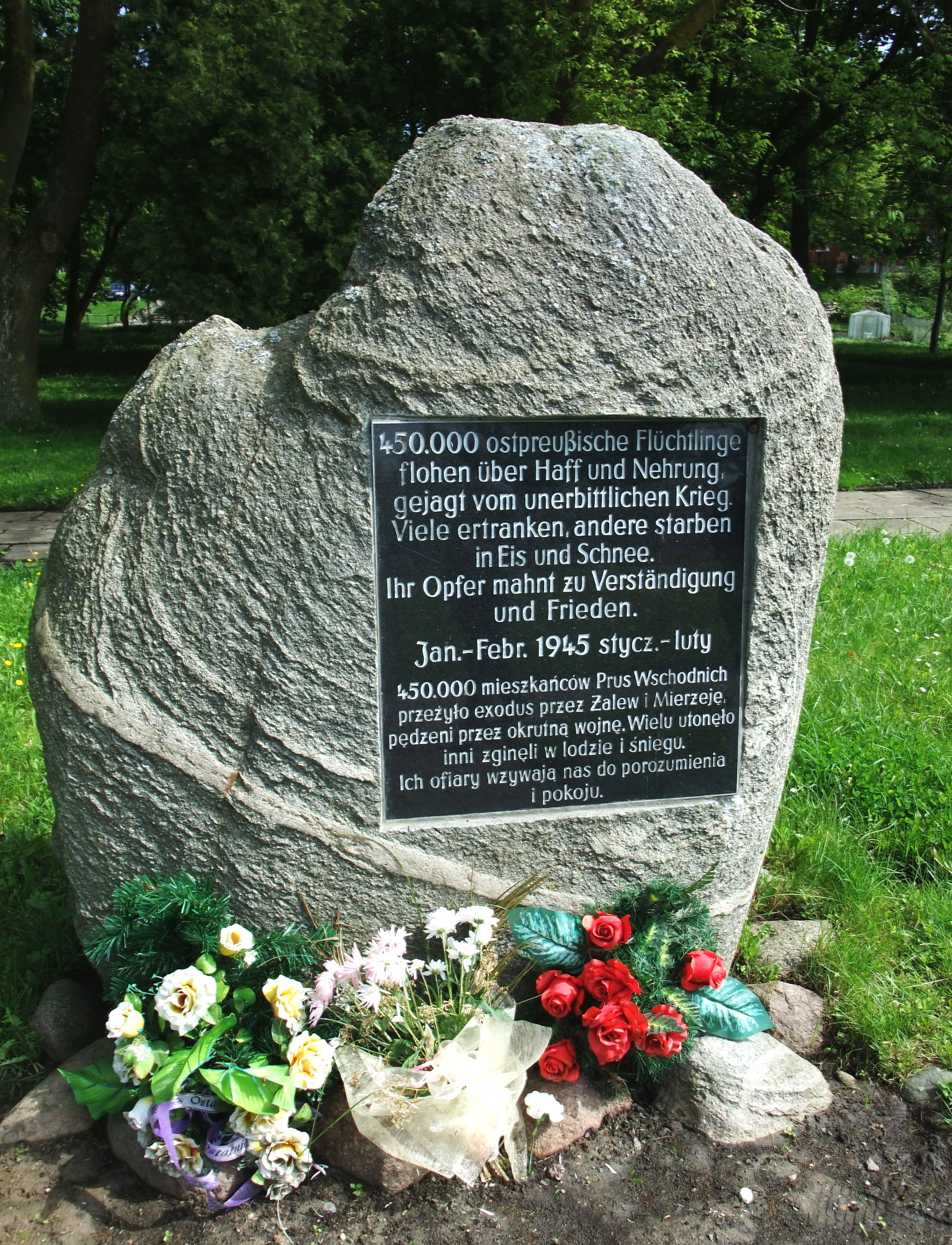
Gedenkstein für die ostpreußischen Flüchtlinge in Frombork

### Nach dem Zweiten Weltkrieg
Bis 1945 gehörte Frauenburg zum Kreis Braunsberg im Regierungsbezirk Königsberg der Provinz Ostpreußen des Deutschen Reichs.
Gegen Ende des Zweiten Weltkriegs eroberte am 9. Februar 1945 die Rote Armee Frauenburg im Zuge der Schlacht um Ostpreußen, wobei es zu 80 Prozent zerstört wurde. Anschließend wurde Frauenburg von der sowjetischen Besatzungsmacht zusammen mit der südlichen Hälfte Ostpreußens mit Ausnahme militärischer Sperrgebiete der am 14. März 1945 gebildeten Verwaltung des „Masurischen Bezirks“ der Volksrepublik Polen überlassen. Die polnische Verwaltung entzog Frauenburg das Stadtrecht und benannte die Stadt in Frombork um. Es begann die Ansiedlung von Polen und Ukrainern, zunächst vorwiegend im Zuge der Zwangsumsiedlung von Polen aus den ehemaligen polnischen Ostgebieten 1944–1946. In der Folgezeit wurde die einheimische Bevölkerung aus Frauenburg vertrieben, mit Ausnahme derjenigen, die als Polen „verifiziert“ wurden, und weniger Fischer, die bleiben mussten, um umgesiedelte Polen in der Hafffischerei zu unterweisen.
Die Stadt erhielt erst 1959 die Stadtrechte zurück. Ab 1966 halfen polnische Pfadfinder beim Wiederaufbau der Stadt.
Am Frischen Haff ließ der polnische Staat im Jahr 2001 einen großen Gedenkstein zur Erinnerung an die Vertreibung der ostpreußischen Bevölkerung aufstellen. Der Gedenkstein mit einer Plakette in deutscher und polnischer Sprache wurde in Gegenwart des Erzbischofs Edmund Piszcz enthüllt.

### Demographie

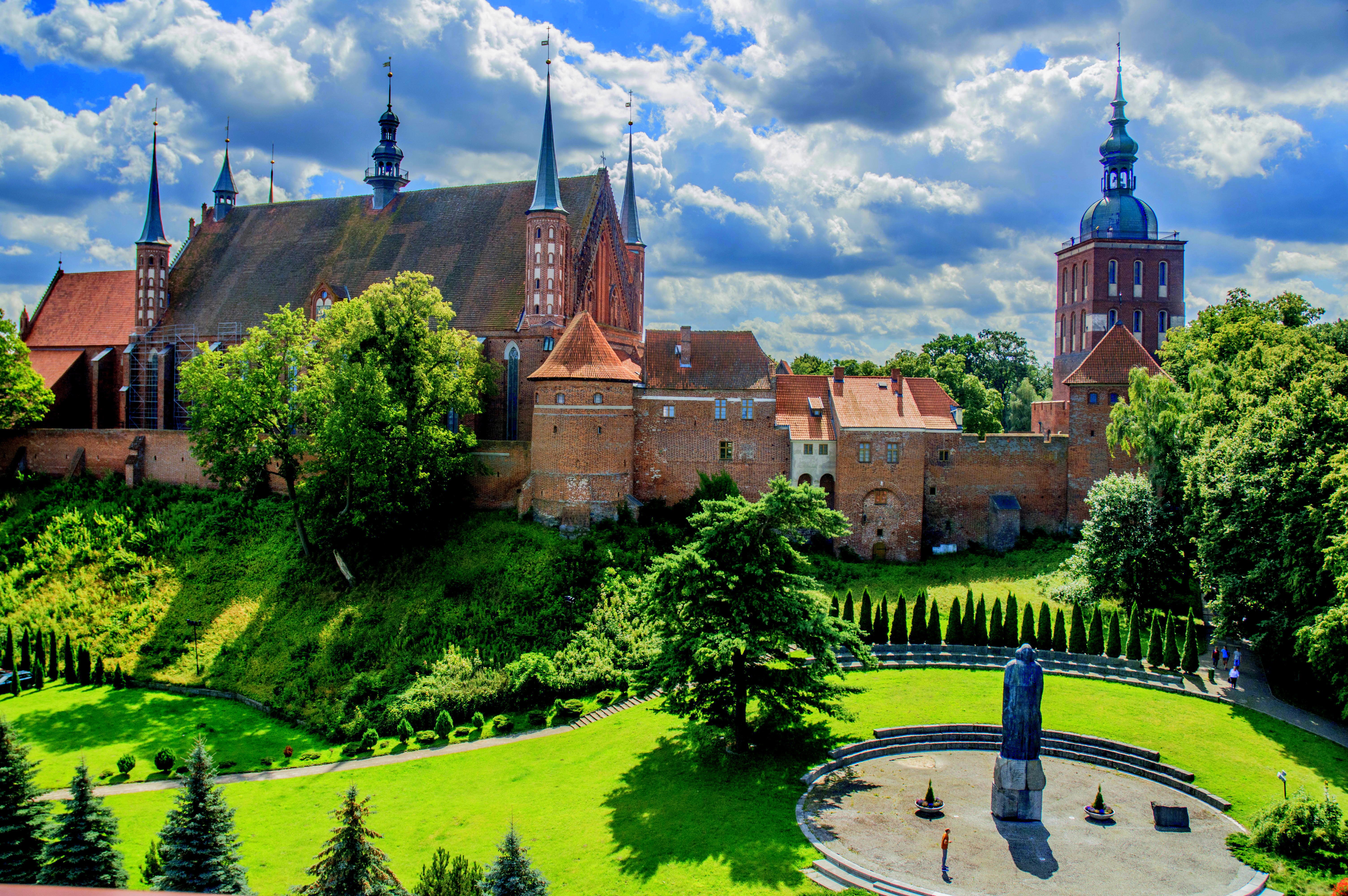
Kathedralhügel

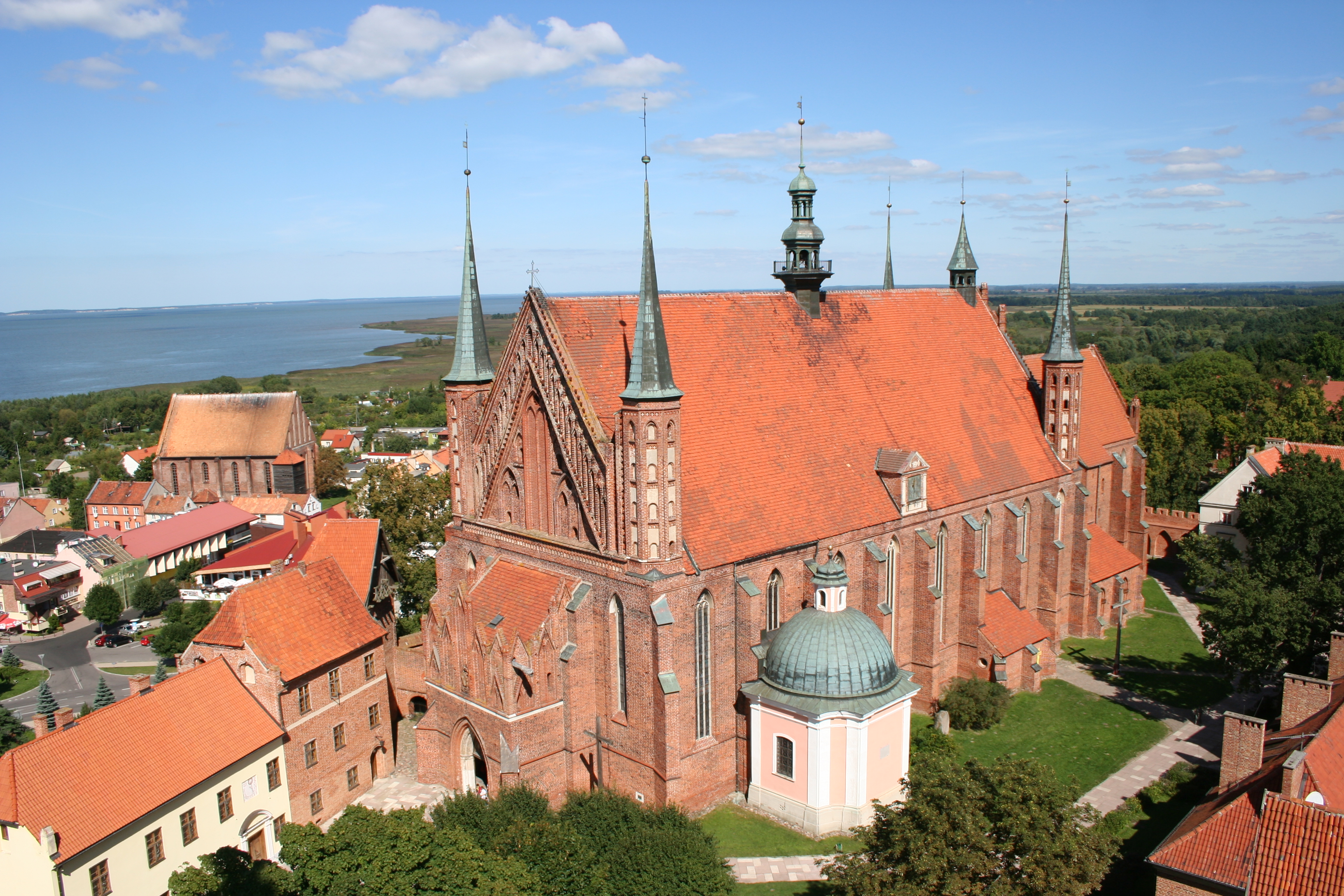
Frauenburger Dom

| Jahr | Einwohner | Anmerkungen |
| ---- | --------- | --- |
| 1782 | 1808      | einschließlich der Vorstädte |
| 1802 | 1392      | [ 12 ] |
| 1810 | 1402      | [ 12 ] |
| 1816 | 1388      | davon 69 Evangelische, 1296 Katholiken, 17 Juden |
| 1818 | 1621      | ohne die Domburg mit 45 Einwohnern |
| 1821 | 1731      | in 230 Privatwohnhäusern |
| 1831 | 2021      | [ 14 ] |
| 1852 | 2370      | am Jahresende |
| 1858 | 2369      | in 242 Wohngebäuden, davon 198 Evangelische, 2145 Katholiken, sechs Mennoniten, 20 Juden; ohne die Domburg mit 20 Wohngebäuden und 102 Einwohnern (zwei Evangelische, 100 Katholiken) |
| 1875 | 2496      | [ 17 ] |
| 1880 | 2621      | [ 17 ] |
| 1890 | 2458      | davon 176 Evangelische, zwölf Juden |
| 1900 | 2492      | meist Katholiken, ohne die Domburg mit 200 Einwohnern |
| 1910 | 2522      | am 1. Dezember |
| 1933 | 2951      | [ 17 ] |
| 1939 | 3000      | [ 17 ] |

| Jahr | Einwohner   | Anmerkungen |
| ---- | ----------- | ----------- |
| 2014 | ? / 3738    |             |
| 2019 | 2332 / 3575 | am 30. Juni |

### Dom Frauenburg (Gutsbezirk)
Zurückgehend auf ein ehemaliges Rittergut gab es südlich der Stadt Frauenburg einen Gutsort, der sich „Dom Frauenburg“ nannte und bis 1928 eine selbständige Kommune bildete. Die Ortsstelle befindet sich heute im Stadtteil Osiedle Słoneczne im Süden von Frombork. Die Kreisstadt Braniewo (Braunsberg) liegt zehn Kilometer entfernt in nördlicher Richtung.
Der Gutsort Dom Frauenburg wurde am 18. Juni 1874 Sitz und namensgebend für einen Amtsbezirk. Ihm waren die Orte Dom Frauenburg und Kilienhof (polnisch Kilie) eingegliedert. Am 25. Januar 1877 kam es zu einem Gebietsaustausch zwischen diesen beiden Kommunen.
Im Jahre 1910 zählte der Gutsbezirk Dom Frauenburg 139 Einwohner.
Kirchlich war Dom Frauenburg sowohl seitens der römisch-katholischen als auch der evangelischen Kirche in die Stadt Frauenburg eingepfarrt.
Am 30. September 1928 verlor Dom Frauenburg seine Eigenständigkeit: der Ort wurde zusammen mit Kilienhof sowie Orten aus dem Nachbaramtsbezirk Sonnenberg (polnisch Bogdany) in die Stadtgemeinde Frauenburg eingegliedert. Zeitgleich wurde der Amtsbezirk Dom Frauenburg aufgelöst.
Der Ort Dom Frauenburg ist in der Stadt aufgegangen und hat nach 1945 auch keine polnische Namensform erhalten. Die Ortsstelle liegt heute östlich der Straße von Frombork nach Krzywiec (Dittersdorf).

## Baudenkmäler

### Frauenburger Dom
Der Dom entstand im 14. Jahrhundert. Zu Beginn des 16. Jahrhunderts entwickelte der Domherr Nikolaus Kopernikus hier im „hintersten Winkel der Welt“ lateinisch in Frueburgio Prussiae ‚in Frauenburg in Preussen‘ seine Theorie des Heliozentrischen Weltbilds.
Die Bebauung stammt aus dem 14. Jahrhundert und wurde nach einem einheitlichen Plan von 1329 bis 1388 errichtet. Die 99 m lange Hallenkirche ist architektonisch in weitgehend ursprünglichem Zustand erhalten.

### Domburg
Um den Dom entstand bis in das 15. Jahrhundert eine Wehranlage mit drei Toren, zahlreichen Türmen und Basteien sowie Wohnhäusern der Domherren und des Bischofs. Das mächtigste Bauwerk der Domburg ist der erst im 17. Jahrhundert unter Bischof Radziejowski vollendete Campanile (Glockenturm), der seit Ende des 20. Jahrhunderts Radziejowski-Turm genannt wird.
Das Castrum Dominae Nostrae war der Bischofssitz des Ermlands bis zur Verlegung des Sitzes des Domkapitels und des Bischofssitzes nach Allenstein zu Beginn der polnischen Verwaltung 1945.
Nach 1945 wurde der Dom der katholischen Kirche zugeordnet, die Domburg dem Staat, der dort das Nikolaus-Kopernikus-Museum eingerichtet hat. Ausstellungsräume des Museums befinden sich vor allem im Alten Bischofspalast, aber auch im Kopernikusturm und dem Campanile (Radziejowski-Turm). Der letztere beherbergt ein kleines Planetarium im Untergeschoss; darüber hängt ein Foucaultsches Pendel.

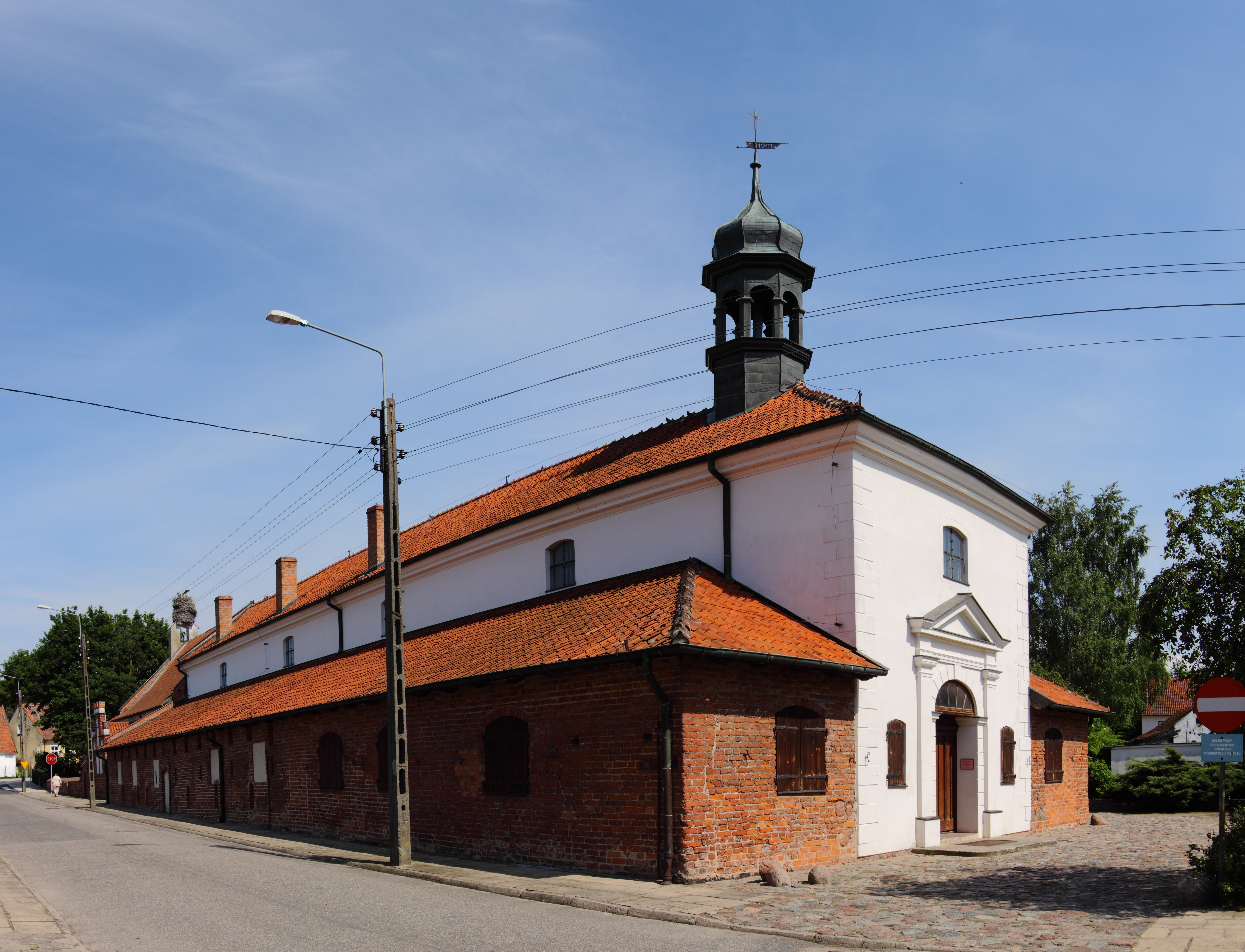
Heilig-Geist-Hospital, Nordseite

### Heilig-Geist-Hospital und die Stadtpfarrkirche
Im Jahr 1514 wurde der Terminei-Bezirk des Antoniter-Ordens vom Kloster Tempzin in Mecklenburg auf das Ermland ausgedehnt. Frauenburg wurde Sitz einer Tochter-Niederlassung, in der auch Pilger auf einem Jakobsweg aus dem Baltikum nach Santiago de Compostela betreut wurden. Nördlich der Domburg ist diese spätmittelalterliche Hospitalanlage erhalten. Sie wurde im 17. Jahrhundert umgebaut. Seit dem 20. Jahrhundert befindet sich darin die Abteilung für Geschichte der Medizin des Nikolaus-Kopernikus-Museums.
In der Hospitalkapelle St. Anna sind gotische Wandmalereien mit einer großformatigen Szene des Jüngsten Gerichts in der Apsis erhalten.
Die Stadtpfarrkirche St. Nikolaus aus dem 14. Jahrhundert, als ein turmloser, rechteckiger Hallenbau von drei Schiffen in dem Langhaus des Domes ähnlichen Formen offensichtlich von der damals am Dom tätigen Bauhütte errichtet, brannte am Ende des Zweiten Weltkriegs aus, blieb aber als Ruine erhalten. Die Stadtverwaltung ließ sie baulich wiederherstellen und nutzte das Gebäude jahrelang als städtisches Heizwerk. Im Jahr 2005 wurde sie der katholischen Kirche übergeben. Sie ist geschlossen und wartet auf die Wiederherstellung (Stand im Jahr 2014).

### St.-Adalbert-Kirche
Bis 1945 evangelische Kirche, gebaut 1857 bis 1861, nach Plänen des Friedrich August Stüler

### Wasserturm
Am Fuße des Dombergs steht ein Wasserturm, dessen Bau im 14. Jahrhundert begonnen wurde. Im Jahr 1571 erhielt er einen Schaufelrad-Antrieb und versorgte den Burgberg bis in das 19. Jahrhundert mit Trinkwasser. Die Förderung des Wassers auf den Turm war in seiner Bauzeit in Polen einmalig, in ganz Europa gab es nur eine weitere solche technische Anlage.
Der Turm ist inzwischen rekonstruiert und ein privater Betreiber bietet ihn als Aussichtsturm an.

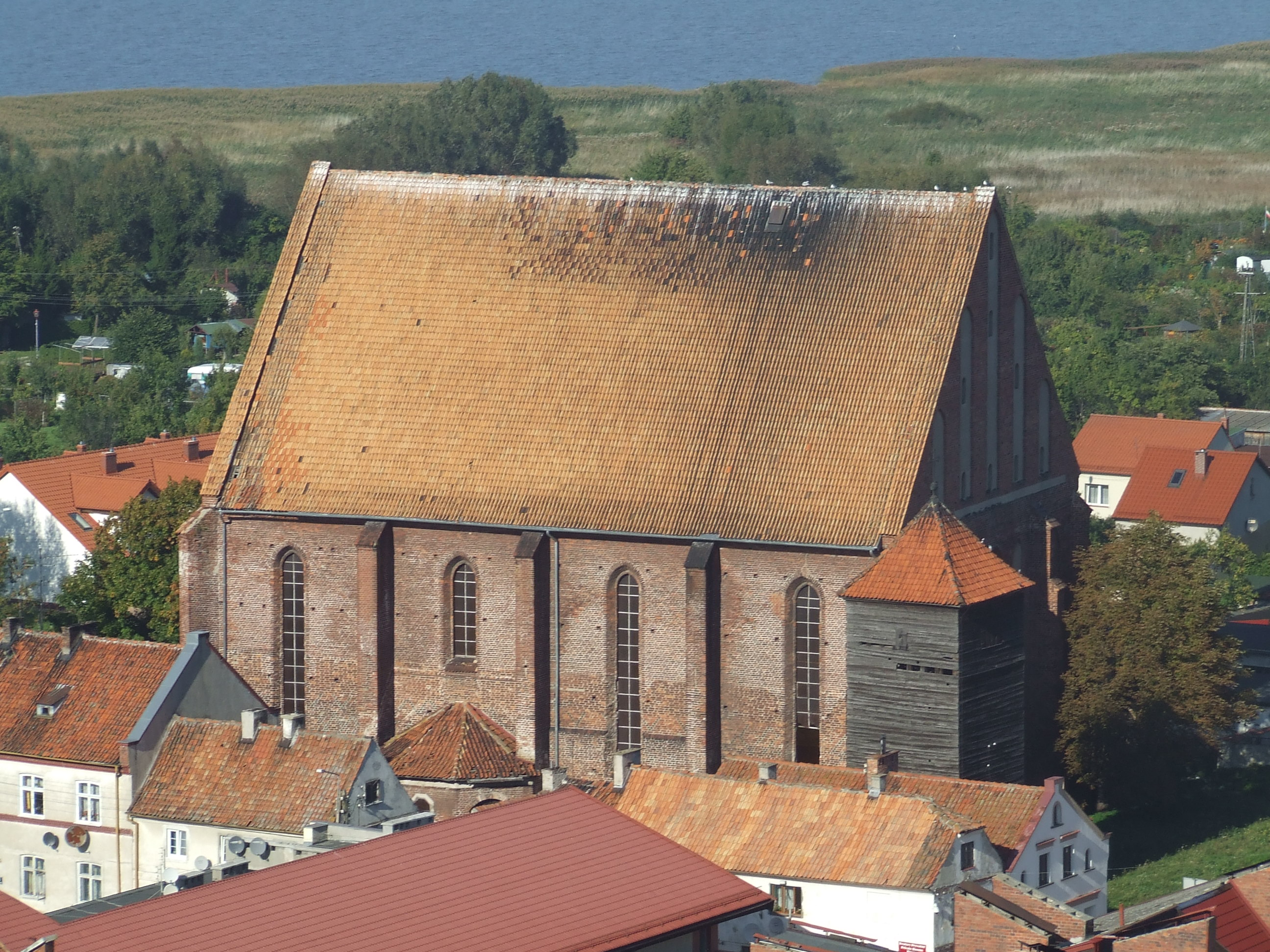
Kirche St. Nikolaus

## Sehenswürdigkeiten

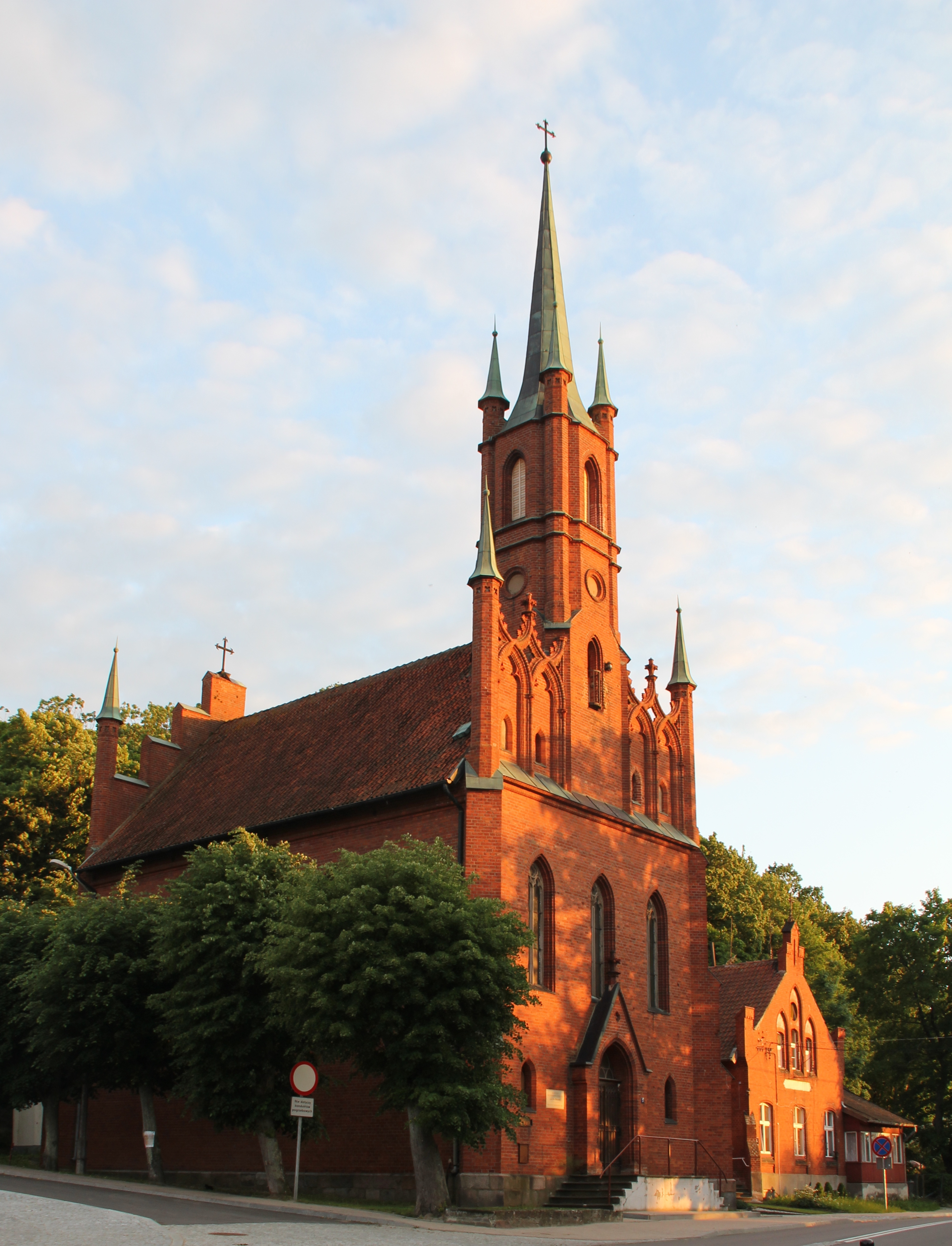
St.-Adalbert-Kirche

- Dom (Katedra Wniebowzięcia NMP i sw. Andrzeja) und Domburg (Warownia katedralna)
- Nikolaus-Kopernikus-Museum (Muzeum Mikołaja Kopernika) in der Domburg (Radziejowski-Turm sowie Alter Bischofspalast)
- Kanonien (Wohnhäuser der Domherren um die Domburg)
- St.-Nikolaus-Kirche, gotischer Backsteinbau, errichtet Ende des 14. Jahrhunderts
- Hospitalanlage mit Museum für Geschichte der Medizin (Muzeum Medycyny, Abteilung des Nikolaus-Kopernikus-Museums)
- Wasserturm aus dem 16. Jahrhundert in der Stadt, mit später ausgebauter Aussichtsplattform
- St.-Adalbert-Kirche, ehem. evangelische Kirche, neugotischer Backsteinbau nach Entwurf von Friedrich August Stüler, errichtet von 1857 bis 1861, angebautes Pfarrhaus von 1903
- Gedenkstein am Frischen Haff (2001 geweiht), ein großer Findling mit folgendem Text auf einer Steinplatte: „450.000 ostpreußische Flüchtlinge flohen über Haff und Nehrung, gejagt vom unerbittlichen Krieg. Viele ertranken, andere starben in Schnee und Eis. Ihr Opfer mahnt zu Verständigung und Frieden. Januar – Februar 1945“

## Gemeinde
Zur Stadt-und-Land-Gemeinde (gmina miejsko-wiejska) Frombork gehören die Stadt selbst und zehn Dörfer mit Schulzenämtern.

## Persönlichkeiten

### Nikolaus Kopernikus

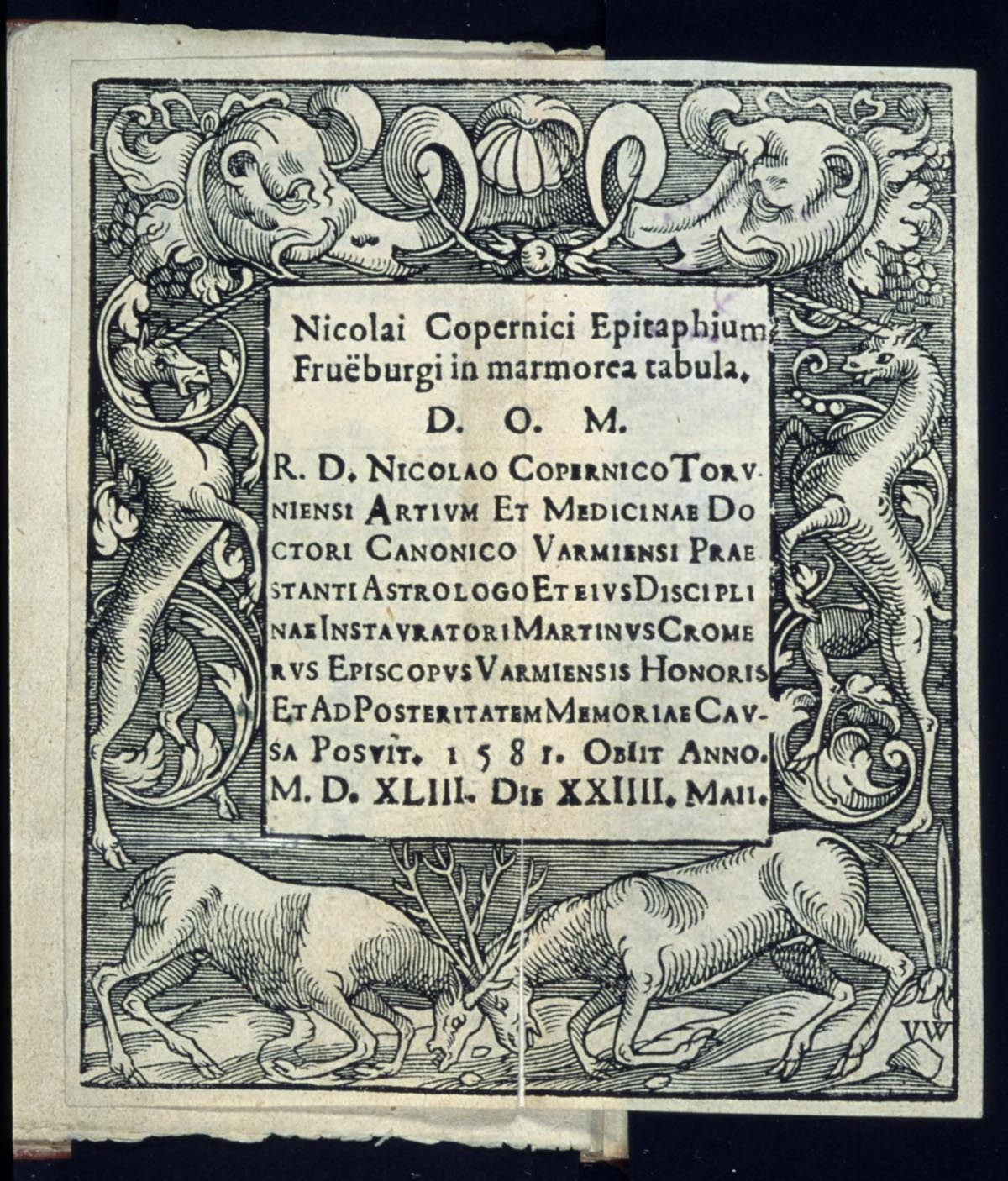
Text des Kopernikus-Epitaph’ in Frueburg, 1581

Nikolaus Kopernikus lebte von 1513 bis zu seinem Tod 1543 mit kurzen Unterbrechungen in Frauenburg. Der Mathematiker und Astronom, welcher als einer der Begründer des heliozentrischen Weltbildes gilt, wirkte als ermländischer Domherr und wurde im Dom begraben. Kopernikus hat Frauenburg scherzhaft Weiberstadt oder Ginnepolis (altpreußisch ginne, griechisch: gyne = Frau, polis = Stadt) genannt. Die Gesamtausgabe der Werke von Kopernikus verzeichnet neben einem latinisierten Fraunburgum auch Gynopolis, in seinen Handschriften finden sich Einträge wie in Frueburgo Prussiae oder Frueburgo, quam Gynopolim dicere possumus. Der älteste Turm der Domburg in deren Nordwestecke wird Kopernikusturm genannt, da er dem Gelehrten gehörte, der dort seine Wohnung und Arbeitsräume hatte. In seinem unteren Stockwerk wurde ein Raum als Arbeitszimmer eines Renaissance-Gelehrten aus der damaligen Zeit eingerichtet. Die übrigen Räume des Turmes dienen Wechselausstellungen.
Kopernikus’ Grabstätte im Frauenburger Dom geriet bald nach seinem Tod in Vergessenheit. Bei einer archäologischen Suche wurden 2005 Skelettreste gefunden, die nach dem Alter und dem anhand zeitgenössischer Bilder rekonstruierten Aussehen dem Gelehrten zuzuordnen sind. Zusätzlich ergab eine wissenschaftliche Genanalyse, dass die menschlichen Überreste mit 97-prozentiger Wahrscheinlichkeit von Kopernikus stammen. Das Grab in der Krypta wurde danach entsprechend gekennzeichnet und ist Ziel bei zahlreichen Stadtführungen.
Im Dom erinnern eine Gedenktafel aus dem 18. Jahrhundert sowie eine Büste aus den 1970er Jahren an Kopernikus. Bereits aus Anlass von Kopernikus’ 400. Geburtstag beabsichtigten die Stadtherren, ein würdiges Denkmal für den bekanntesten Sohn der Stadt zu errichten. Sogar die Zustimmung des Kaisers Wilhelm I. wurde dazu eingeholt. Nur die Ereignisse um den Deutsch-Französischen Krieg verhinderten die Realisierung. Zum Beginn des 20. Jahrhunderts wurde der Plan wieder aufgegriffen und ein Denkmalkomitee gegründet, dem namhafte Persönlichkeiten wie Westpreußens Oberpräsident Hans Delbrück, Regierungspräsident Jaroslaw von Jarotzky, Bischof Augustinus Rosentreter und Dompropst Stengert angehörten. Der geschäftsführende Ausschuss des Komitees unter Leitung des Dompropstes Dittrich aus Frauenburg rief zu Spenden auf.

### Töchter und Söhne der Stadt Frauenburg
- Johannes Frauenburg (* um 1430; † 1495 in Görlitz) war Schulmeister, Stadtschreiber, Ratsherr, Schöffe, Bürgermeister von Görlitz und Humanist.
- Piotr Elert (Petrus Elert) (* um 1575; † um 1653 in Warschau), Komponist, Buchdrucker
- Julius Pohl (* 1830; † 1909 in Zell am Main), Domvikar und Domherr in Frauenburg
- Heinrich Josef Splieth (* 1842; † 1894 in Elbing), Holz- und Bildschnitzer sowie Kunsthandwerker
- Rudolph Borowski (* 1812; † 1890 ebenda), deutscher Politiker der Deutschen Zentrumspartei und Mitglied des Reichstages
- Albert Wichert (* 1814; † 1868 in Konitz), Mathematiklehrer am Konitzer Gymnasium
- Hildegard Klein (* 1904; † 1989 in Frankfurt am Main), deutsche Ethnologin

### Weitere Personen mit Bezug zu Frauenburg
- Karl Friedrich von Zehmen (* 1720 in Aurach; † 1798 in Ostpreußen), Domherr in Frauenburg, Weihbischof des Erzbistums Ermland, erlebte 1772 die Übernahme Ermlands durch Preußen und leistete dem König von Preußen den Treueid
- Andreas Stanislaus von Hatten (* 1763 auf Gut Lemitten bei Albrechtsdorf; † 1841 in Frauenburg), Bischof von Ermland, fiel einem Raubmord zum Opfer
- Ignaz Stanislaus von Mathy (* 1765 auf Gut Kobierzyn; † 1832 in Pelplin), Domherr, Dompropst und Pfarrer der Dompfarrei
- Philipp Krementz (* 1819 in Koblenz; † 1899 in Köln), Bischof von Ermland (1867–1885) und Erzbischof von Köln (1885–1899)
- Carl Peter Woelky (* 1822 in Guttstadt; † 1891 in Frauenburg), Domvikar und altpreußischer Historiker
- Andreas Thiel (Bischof) (* 1826 in Lokau bei Seeburg; † 1908 in Frauenburg), Professor für Kirchengeschichte und Kirchenrecht, Mitbegründer vom Historischen Verein für Ermland
- Augustinus Bludau (* 1862 in Guttstadt; † 1930 in Frauenburg), Bischof von Ermland und Wissenschaftler, Mitherausgeber der Theologischen Revue und ab 1908 der Neutestamentlichen Abhandlungen
- Maximilian Kaller (* 1880 in Beuthen; † 1947 in Frankfurt am Main), der letzte deutsche Bischof von Ermland, an den seit einigen Jahren eine weitere Büste im Dom erinnert